# 世界の複数性についての対話
世界の複数性についての対話（せかいのふくすうせいについてのたいわ、Entretiens sur la pluralité des mondes）は、フランスのベルナール・ル・ボヴィエ・ド・フォントネルが著した科学啓蒙書。1686年に出版され、フランスを始めとする世界各国でベストセラーになった。

## 作品の発表と当時の反響
フォントネル29歳の時の著作である。出版前の1686年1月には「メルキュール・タウン」誌で、「女性に優しい体裁のもので粗野なところが全くなく」と紹介された。
同年に出版されたが、最初は匿名での発表であった。しかし同年5月に、ピエール・ベールによって、著者はフォントネルであることが明かされた。出版後はその年のうちに3版を重ねる売れ行きを示した。翌1687年にはカトリックの禁書目録に載せられたが、その後も版を重ね、フォントネル生前の1757年までに33版に達した。また英語やイタリア語、ドイツ語などに訳され、ヨーロッパ中で読まれるようになった。

## あらすじ

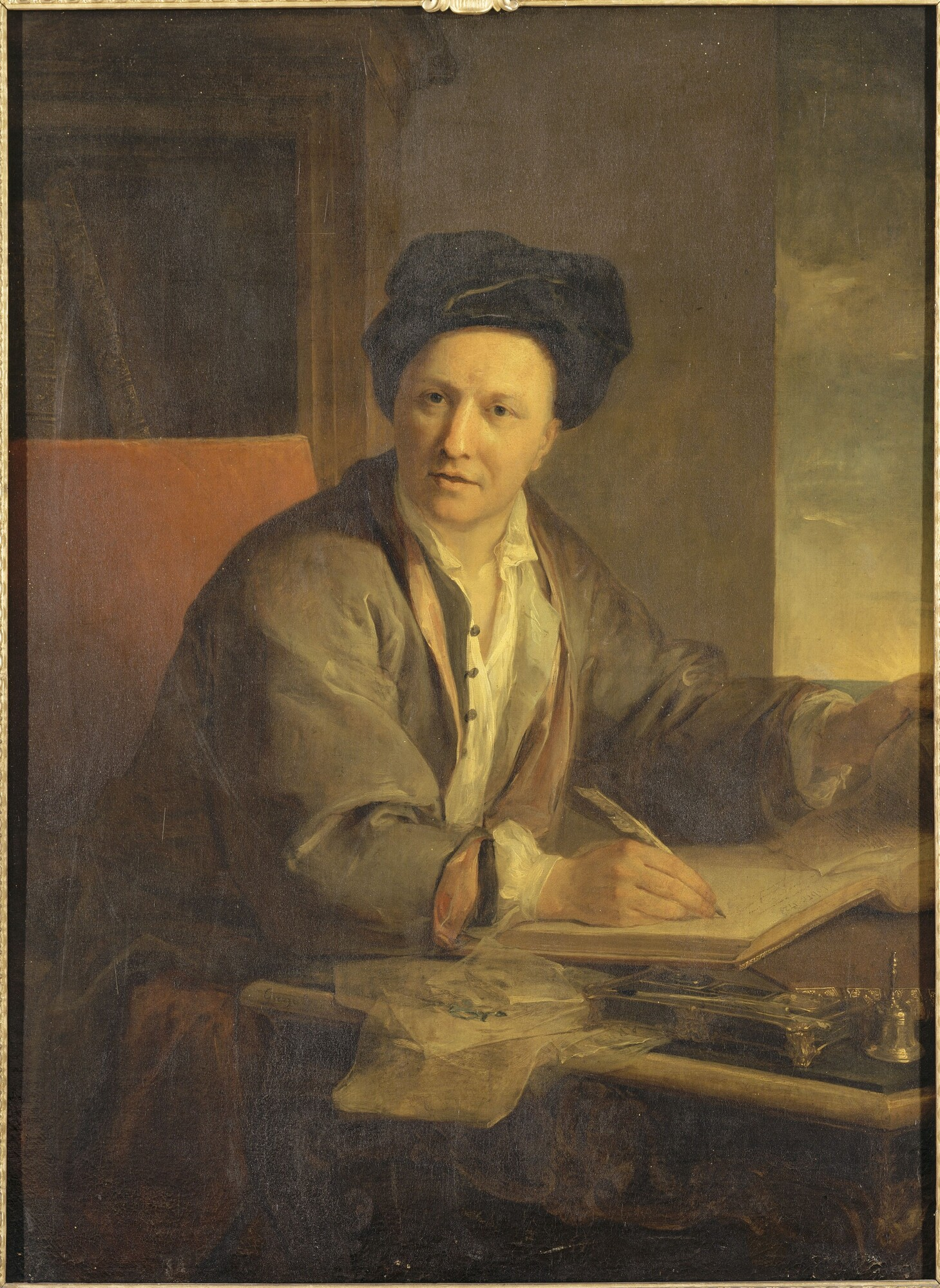
ベルナール・フォントネル

「フォントネル」（著者）と「G侯爵夫人」の2人が天文学などについて語り合うという筋立ての科学啓蒙書である。章は「序文」および「第一夜」から「第六夜」に分かれている。ただし初版は「第五夜」までで、「第六夜」は出版翌年の1687年の版で新たに書き加えられた。

### 第一夜
夕食後、庭園を散歩中の侯爵夫人は、「私は星が好きで、太陽が星を消し去ってしまうのを、とかく恨みたくなるのですよ」と話す。フォントネルは、「私もこのすべての世界を見えなくしてしまう太陽を許せませんね」と答える。「すべての世界」という言葉に興味を持った侯爵夫人は、フォントネルに、もっと詳しい話を聞かせてほしいとせがむ。
フォントネルはまず、不動の地球の周りを太陽や他の惑星が回るという世界体系を否定する。そして、地球は自転しながら太陽の周りを公転し、他の惑星も太陽の周りを回るという、コペルニクスの世界体系を紹介し、こちらの方が世界を単純に表せると述べる。そして、地球の周りを回っているのはもはや月だけであると言う。
侯爵夫人は、月が地球を見捨てなかったのは嬉しいが、地球に自転・公転運動という犠牲を払わせておいて太陽は何もしないというのは地球に優しくないと述べる。これに対してフォントネルは、太陽や他の恒星に地球の周りを回ってもらうとするともっと長い距離を動かさなければならなくなるし、それに地球という重い物体を動かすのは難しそうに思えるが、大型船が風の力だけで海上を移動できるように、実際は地球も天空を楽に動いてゆけると説明する。こうしたフォントネルの話を聞いているうちに、侯爵夫人はしだいに地動説を信じるようになってゆく。

### 第二夜
フォントネルは、月にも人が住んでいるのではないかと言う。侯爵夫人は、月と地球は全然似ていないという理由でこれを否定する。しかしフォントネルは、月も地球も同じ星で、月の輝きや満ち欠け、日食、月食といった現象は何ら神秘的なものではなく、月から地球を見ると地球もこのような現象を起こしているのだと述べる。ただし月の住人は、地球人とは姿も風習も全く異なっているだろうと述べる。
侯爵夫人は、月に人がいると知りながらその姿を見ることができないことを不安がる。フォントネルは、海で隔てられたヨーロッパとアメリカ大陸が航海術の発展によって交流できるようになったように、いつかは人類も月まで行けるようになると述べる。
侯爵夫人はフォントネルの考えに納得がいかない。そこで、「あなたは御自分のおっしゃることは、きっと真面目に信じていらっしゃるのでしょうね」と問いかけると、フォントネルは、私は夢みたいな考え方でも十分立派に主張できることもあることを見せたかっただけだと答える。

### 第三夜
フォントネルは、月には人が住んでいないのではないかと言う。なぜなら、月の表面の様子が変わらないのは月に雲が無いということで、すなわち月には水が無いからだと述べる。侯爵夫人は、いるかいないかはっきりさせて欲しい、でも月に住む人に愛着を感じてきたから、できればいて欲しいと述べる。
フォントネルは、月と地球の水蒸気の成分は異なるかもしれないとして、月の住人はいるという前提で話を進める。ただし月と地球の大気が異なるため両者の交流は難しく、また月の住人が見る気象現象は地球とずいぶん違っているだろうと述べる。そして月での生活についてあれこれ推測する。
続けてフォントネルは、「月には十中八九住人がいるのだから、どうして金星にも住人がいないわけがあるでしょうか」と言う。そして、地球は生き物で満ち溢れているのに、他の惑星に住人がいないのは奇妙なことだと語る。さらに、地球の生物に多様性があるように、他の惑星には地球とは全く異なった気質・風習をもった住人が住んでいるだろうと述べる。

### 第四夜
2人は他の惑星の住人について思いをはせる。侯爵夫人は、金星人は「エスプリと火のような情熱に溢れ、いつも恋をし、詩を作り、音楽を愛し、毎日、お祭りやダンスや騎馬試合を思いつく」ような人だと語る。フォントネルは、水星人は太陽に近いためにさらに活発で、行き当たりばったりに行動する人だと語る。また、太陽には人が住めないとして、フォントネルは黒点の動きなどについて説明する。
続けてフォントネルは外惑星へと目を向ける。そして、火星はつまらない星だが木星は4つの月を持つ素敵な星だと言うと、侯爵夫人は、なぜ月は太陽ではなく惑星の周りを回るのかと尋ねる。フォントネルはルネ・デカルトの渦動説を紹介し、木星は太陽を中心とする大きな渦動によって運動しているが、木星自体も渦動を持っているため、近くにいた4つの星を支配下においたのだと説明する。
フォントネルは、木星は太陽から遠いために4つの月で光を補っていると述べる。土星はさらに遠いために月は5つあり、さらに環によって太陽からの光を反射していると述べる。しかしそれでも土星は冷たい星で、土星の住人はちょっとした質問に答えるのにも1日かかるような冷静な人だと推測する。

### 第五夜
侯爵夫人は、恒星には住人がいるのかと尋ねる。フォントネルが、恒星はすべて太陽のような星だと答えると、侯爵夫人は、それならば恒星の1つ1つも太陽のように渦動の中心であって、それぞれの恒星には惑星が存在するのではないかと推測し、そのような大きな宇宙の中では自分を失ってしまうと言い、自分たちの惑星や太陽が宇宙から見るとほんのひとかけらでしかないことに対しておびえる。それに対してフォントネルは、天蓋に星々が釘づけにされているよりも、無限の広がりが与えられていた方が自由に呼吸できるように思えると述べる。さらにフォントネルは、望遠鏡を使うと目に見えない多くの星が見えること、銀河も星の集まりだということ、彗星は他の渦動からやってくる星だということに触れる。またフォントネルは、天空は不変ではなく、太陽が消えたり、また新たな星が生まれたりすることもあると述べる。
ここまで話すとフォントネルは、あなたは天空の最後の天蓋までやってきた、この先に世界を加えるかどうかはあなた次第だと言う。侯爵夫人が、宇宙体系全体を頭に入れた私は学者なのかと問いかけると、フォントネルは肯定し、「非常に理性に叶った学者なのですよ」と答える。

### 第六夜
この章では第五夜から時を経てからなされた対話が記されている。
侯爵夫人は社交界の人たちに対して、すべての惑星には住人がいると主張したが、話を取り合ってもらえなかったとフォントネルに愚痴る。フォントネルは、私たちの秘密を一般大衆に広めないようにしようと言う。
そしてフォントネルは、地球が自転していることに関する、自分が考えた証明を披露する。それは、仮に地球が自転しないのであれば、地球以外の恒星や惑星がすべて1分の狂いもなく24時間で地球を1周することになるが、それぞれの星は地球からの距離が異なるのでこれは不自然だというものである。
続けてフォントネルは、月や地球、木星の表面が年とともに変化していることを告げ、実例として、地球の高い山に貝殻の層が発見されていること、すなわちその地は古くは水の中だったことなどを挙げる。さらにフォントネルは、木星で発見された黄道光などの最新の天文知識を取り上げる。

## 特徴
フォントネル自身が序文で「私の立場は、それまではもっぱらギリシア語でのみ扱われてきた哲学的な題材を、自国の言葉で述べようと企てたときのキケロと、ほぼ同じものだ」と述べているように、本書は学術用語のラテン語ではなく、フランス語で書かれている。
本書が生まれた背景としては、17世紀フランスにおけるサロン文化の発展が挙げられる。サロンは知的水準の高い女性を生みだし、特に17世紀後半になると、科学的な公開実験を見物する女性が多くみられた。本書に登場するG侯爵夫人も、話の聞き役に徹するのではなく、フォントネルと機知に富む対話を交わしている。この夫人にはモデルがおり、フォントネルが出入りしていたサロンの女主人の娘であるラ・メザンジュール夫人と考えられている。
内容面での特徴として、デカルトの渦動説を取り上げたことが挙げられる。フォントネルは渦動説の推進者で、アイザック・ニュートンによってこの説が否定されたのちも支持を続けていた。本書にもその影響が現れている。
また本書では他の惑星に住人がいるという設定になっているが、この発想自体は、すでに小説などで見られていたものであった。ただし本書はそれを空想的なものでなく、より現実に近い形として提示している。そのこともあって、出版後は、他の惑星の住人に神の力は及ぶのかなどといった論争が巻き起こった。これが、カトリック教会が本書を禁書目録に載せた原因とも考えられている。
フォントネルは本書の天文情報については重版時に内容を書き換え、最新のデータに更新していた。たとえば金星の大きさについて、初版では「地球の40分の1」と書かれていたのを1708年版で「地球の1倍半」と改め、1742年版ではさらに「地球とほぼ同じくらいの大きさ」と改めている。しかし本書に述べられている科学的事柄には、基本的に新規性はない。本書が独創的なのは、フォントネルの魅力的な文章と構成、随所に現れる比喩などの、読者を楽しませる要素にあるといわれている。

## 影響と評価
本書はフォントネルの死後も広く読まれ、1800年ごろには英語、ドイツ語、イタリア語、デンマーク語、オランダ語、ギリシア語、ポーランド語、ロシア語、スペイン語、スウェーデン語に翻訳されている。そのため本書は、コペルニクスの地動説やデカルトの渦動説を人々に普及させる点において力を発揮した。また、本書の発刊以後、男性が女性に向けて自然科学や宇宙について語るという筋立ての書籍が複数の著者により出版されるようになった。
ドイツの数学者ヨハン・ハインリッヒ・ランベルトによって書かれた『宇宙論に関する書簡』は、本書の続編という扱いを受けた。ランベルト自身もこの本の序文で、「基本的にフォントネルの思想の延長上にある」と記している。
1688年に本書の英訳を手掛けた女流作家アフラ・ベーンは、本書の文体や登場人物である公爵夫人の描かれ方を好まず、科学を深く理解するには不適当と感じたという。
レオンハルト・オイラーは、1769年に出版された科学入門書『ドイツ王女への書簡』でフォントネルを引用し、世界の複数性について論じている。
ドイツの天文学者ヨハン・ボーデは1781年、本書の誤りを修正して膨大な注釈を付けた改訂版を出版している。フランスの天文学者ジェローム・ラランドも本書についての書籍を出版し、紹介に努めた。ただしラランドは、本書の文体については否定的で、「彼の対話中に散りばめられた心地よい隠喩はわれわれの世紀の趣味には合わない」と記している。
ゴットフリート・ライプニッツは本書について、自然界の不思議さを強調していないため、神業と職人業、あるいは自然と人間とのあいだにある無限の距離が感じられなかったと批判している。
スイスのシャルル・ボネは、「私はフォントネルの『世界の複数性についての対話』を読んで有頂天になり、何度も読み返した。この無類の対話が、新しい諸観念を心から待ち望んでいた若者に与えた深い感銘を十分分かってもらえるだろう」と述べている。
フランスの哲学者ヴォルテールは、本書を一部では評価しながらも、渦動説の箇所は受け入れず、さらに、本書は読者に迎合しすぎた作品だと批判している。また、コント『ミクロメガス』の中では本書を揶揄する表現がみられ、フォントネルを模した人物も登場させている。